# Ioan Ovidiu Sabău

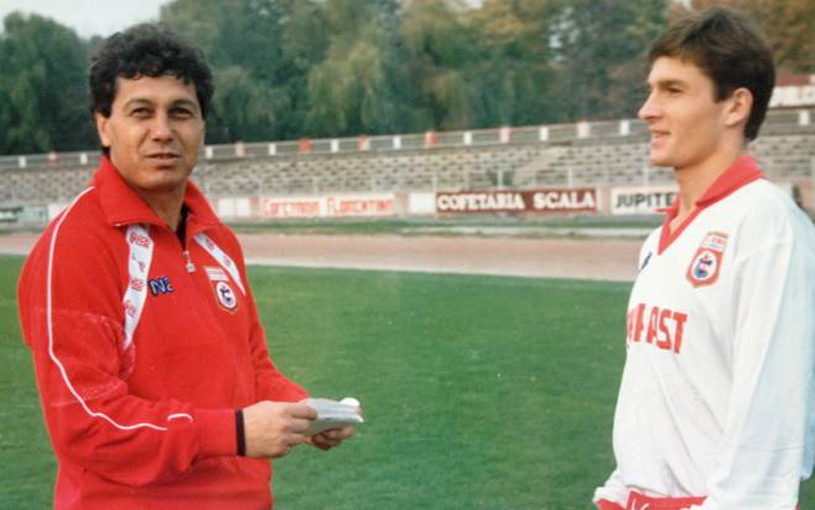
Mircea Lucescu și Ioan Ovidiu Sabău

Ioan Ovidiu Sabău (n. 12 februarie 1968, Câmpia Turzii, Cluj, România) este un fotbalist român retras din activitate, care a jucat pe post de mijlocaș la echipe ca Brescia, U Cluj și Rapid. Pe plan internațional, are prezențe la națională pentru România. După încheierea carierei, a devenit antrenor, și antrenează în prezent pe FC Universitatea Cluj. A adunat 55 de selecții la Echipa națională de fotbal a României, alături de care a participat la Campionatul Mondial de Fotbal din 1990.
În martie 2008 a fost decorat cu Ordinul „Meritul Sportiv” clasa a III-a, pentru rezultatele obținute la turneele finale din perioada 1990-2000 și pentru întreaga activitate.
Timp de opt ani, a fost invitat la emisiuni despre fotbal ale postului tv Prima Sport. 

## Cariera de jucător
Debutul în fotbal a avut loc alături de Universitatea Cluj, în 1985, alături de această echipă jucând în premieră în Divizia A un an mai târziu. După jumătate de sezon la ASA Târgu Mureș, face pasul spre fotbalul mare, semnând pentru Dinamo București, cu care câștigă și primul titlu de campion din carieră, în 1990.
Prezența la Campionatul Mondial de Fotbal 1990 atrage atenția cluburilor importante din Europa și după turneul final semnează cu echipa olandeză Feyenoord Rotterdam. În tricoul acestei echipe câștigă două Cupe ale Olandei, iar în 1992 acceptă oferta venită de la fostul antrenor de la Dinamo, Mircea Lucescu, de a face din nou echipă, de această dată în Italia, la Brescia Calcio, formație proaspăt promovată de tehnicianul român în Serie A. În 1996 îl urmează pe Lucescu la Reggiana, apoi după un alt sezon la Brescia, revine în țară, la Rapid București, unde cucerește al doilea titlu de campion al României, în 1999.
Este singurul român care a apărul pe coperta unui joc din seria FIFA, FIFA 96.
După un sezon petrecut la Universitatea Cluj, ca jucător-antrenor, ajutându-și echipa de suflet să revină în Liga a 2-a, se întoarce la Rapid, unde își încheie cariera în 2003.
Pe data de 6 noiembrie 2015, Sabău semnează cu echipa de Liga a IV-a, Inter Ciugud, revenind astfel în fotbal după 10 ani de pauză.

## Cariera de antrenor
A debutat în 2000 la Universitatea Cluj, echipă care tocmai retrogradase în Liga a III-a. Promovează la pas în Liga a II-a, dar pleacă, fiind nemulțumit de faptul că nu a primit sprijin din partea autorităților locale.
În 2003 semnează pentru Gaz Metan Mediaș, echipă aflată în Liga a II-a, unde petrece doi ani însă ratează promovarea în primul eșalon. În finalul sezonului 2004-2005 îmbracă pentru ultima dată tricoul de fotbalist, într-un meci de retragere.
În 2005 acceptă oferta venită din partea Gloriei Bistrița unde cea mai bună performanță este locul șase atins în sezonul 2006-07. În 2009 salvează echipa de la retrogradare apoi demisionează.
La 28 iunie 2009 a devenit antrenorul echipei FC Politehnica Timișoara, echipă cu care a reușit să elimine în preliminariile UEFA Champions League echipa antrenată de Mircea Lucescu, Șahtior Donețk. La finalul sezonului, după ce echipa a încheiat pe locul cinci în Liga I, Sabău a demisionat.
Din septembrie 2010 a preluat conducerea echipei FCM Târgu Mureș, unde a antrenat până la începutul sezonului 2011-2012. În martie 2012 este din nou numit antrenor al echipei târg-mureșene.
În vara anului 2013, FCM Târgu Mureș își schimbă numele și schimbă numele și devine din nou ASA Târgu Mureș. Sabău acceptă noul proiect al orașului Târgu Mureș și devine din nou antrenor al echipei.
În ianuarie 2023, a revenit pe banca tehnică a unei echipe, preluând conducerea formației Universitatea Cluj, din poziția de director tehnic. A ajuns cu U.Cluj în finala Cupei României, pierdută în fața echipei Sepsi Sfântu Gheorghe la lovituri de departajare. La finalul sezonului 2022-23, Sabău a renunțat la conducerea echipei clujene. S-a întors însă în funcție în august 2023.

## Cariera internațională
Ioan Ovidiu Sabău a jucat 55 de meciuri pentru Echipa națională de fotbal a României, alături de care a participat la două turnee finale: Campionatul Mondial din 1990 și Campionatul European din 1996. A debutat într-un amical împotriva Israelului, în februarie 1988, și și-a încheiat cariera la prima reprezentativă după barajul pentru Cupa Mondială 2002, pierdut împotriva Sloveniei. A marcat opt goluri la națională.